# Black Mic-Mac
Pour plus de détails, voir Fiche technique et Distribution.
Black Mic-Mac est un film français réalisé par Thomas Gilou et sorti en salles en avril 1986.

## Synopsis
Michel Le Gorgues (Jacques Villeret), fonctionnaire de la prévention sanitaire, doit faire expulser d'un squat insalubre cinq cents immigrés africains. Ces derniers décident alors de se cotiser pour faire venir d'un pays africain un marabout qui pourra influencer  la décision du fonctionnaire. Dans l'avion pour Paris, un jeune Africain (Isaach de Bankolé) profite de la situation pour se substituer au vieil homme.

## Fiche technique
- Titre : Black Mic-Mac
- Réalisation : Thomas Gilou, assisté d'Olivier Péray et Philippe Bérenger
- Scénario et dialogues : Monique Annaud, Patrick Braoudé, Cheik Doukouré, Thomas Gilou, François Favre
- Directeur de la photographie : Claude Agostini
- Musique : Ray Lema
- Décors : Dan Weil
- Photographie : Claude Agostini
- Montage : Jacqueline Thiédot
- Costumes : Corinne Jorry
- Pays de production :  France
- Production : Bernard Artigues - Chrysalide Films / Films Christian Fechner / FR3 Films Productions
- Distribution : Fechner-Gaumont
- Format : Technicolor
- Genre : comédie
- Durée : 87 minutes
- Date de sortie : 
  - France : avril 1986
- Affiche : Jean Mascii (France)

## Distribution
- Jacques Villeret : Michel Le Gorgues
- Isaach de Bankolé : Lemmy
- Félicité Wouassi : Anisette
- Daniel Russo : Rabuteau
- Khoudia Seye : Amina
- Cheik Doukouré : Mamadou
- Jean-Claude Bouillaud : Bidault
- Lydia Ewandé : Aïda
- Philippe Laudenbach : Boyer
- Pascal Légitimus : Le CRS de l'interrogatoire de Lemmy
- Sidy Lamine Diarra : Ali Sisy
- Mohamed Camara : Samba
- Pierre Belot : Le directeur
- Sotigui Kouyaté : Le marabout
- Rémi Laurent : Chabert
- Djo Balard : Djo Balard
- Franck-Olivier Bonnet : le flic carte
- Claude Debord
- Pierre Guedj
- Eddy Jabes
- Mory Kanté
- Math Samba
- Amara Soumah
- Marc François
- Bernard Tixier
- Marc-André Brunet
- Pascal Nzonzi

## À propos du film
- En 1988, Marco Pauly réalise Black Mic-Mac 2, avec Éric Blanc et Félicité Wouassi.

## Distinctions

### Récompense
- César 1987 : César du meilleur espoir masculin pour Isaach de Bankolé

### Nomination
- César 1987: sélection César de la meilleure première œuvre

## Musique
Musique originale de Ray Lema  Sauf indication contraire, les informations mentionnées dans cette section peuvent être confirmées par le générique de fin de l'œuvre audiovisuelle présentée ici, ainsi que par la base de données cinématographiques IMDb,  présente dans la section « Liens externes ».
- Le film se clôture au son de la chanson Les Jaloux Saboteurs de Maître Gazonga, crédité sous le nom d'Hamed Gazonga.